# Эрнандес Марин, Рафаэль
Рафаэ́ль Эрна́ндес Мари́н (исп. Rafael Hernández Marín; 24 октября 1892, Агуадилья — 11 декабря 1965, Сан-Хуан) — пуэрто-риканский композитор и музыкант.

## Жизнь и творчество
Р. Эрнандес Марин родился в бедной семье в небольшом городке Агуадилье на северо-западном побережье Пуэрто-Рико. По происхождению — мулат. Ребёнком зарабатывал скручиванием сигар. С детства увлечённый музыкой, Рафаэль уговаривает родителей отдать его в музыкальную школу и в возрасте 12 лет начинает обучение под руководством профессоров Хосе Руальяна Леквеника и Хесуса Фигероа. Р. Марин учится играть на различных музыкальных инструментах — на тубе, скрипке, кларнете, фортепиано и гитаре. В 14-летнем возрасте он уже выступает в составе оркестра Коколия (Cocolia Orquestra), а также городского оркестра Сан-Хуана под руководством Мануэля Тисоля.
В годы Первой мировой войны, в 1917 году, братья Рафаэль и Хесус Марины находились в составе оркестра в Северной Каролине, когда в войну на стороне стран Антанты вступили США. Братья и ещё 16 пуэрто-риканских музыкантов были призваны в американскую армию и отправлены на фронт в Европу где, образовав джаз-бэнд Гарлем-Хелл-файтерс («The Harlem Hell Fighters») в составе американского 369-го пехотного полка, выступали во Франции. За участие в Первой мировой войне Р. Эрнандес Марин был награждён французским Военным крестом и американской медалью Виктории.
После окончания войны Рафаэль приезжает в Нью-Йорк. Здесь в 1920-е годы он пишет свои песни и организует трио Боринсано («Trio Borincano»). В 1926 году с трио начинает сотрудничать известный пуэрто-риканский композитор Педро Флорес. В 1927 году сестра Рафаэля Виктория открывает первый в Пуэрто-Рико магазин музыкальных инструментов и музыкальной литературы, в котором также продаёт и сочинения своего брата. После распада трио Боринсано Марин в 1929 году создаёт новую музыкальную группу — квартет Виктория (названный так в честь сестры музыканта), с которым гастролирует по США и странам Латинской Америки. В 1932 году Марин приезжает в Мексику. Здесь он руководит оркестром и сотрудничает с Мексиканской национальной консерваторией. В Мексике композитор также вступает в брак с местной уроженкой. В 1937 году он пишет одни из самых известных своих композиций — «Lamento borincano» и «Preciosa». В 1947 году он возвращается в Пуэрто-Рико, где становится директором Пуэрто-риканского симфонического оркестра и музыкальным редактором правительственного пуэрто-риканского радио WIPR.
Среди музыкальный произведений, написанных Р. Эрнандесом Марином — произведения самых разнообразных жанров. Это и патриотические песни и гимны, джаз, гуарачас, болеро, вальсы, лёгкая танцевальная музыка. Композитор является автором около 3000 песен, в том числе таких популярных, как «Ahora seremos felices» (Now We Will Be Happy), «Campanitas de cristal» (Crystal Bells), «Capullito de Alhelí», «Culpable» (Guilty), «El Cumbanchero», «Rockfort Rock», «Comanchero», «Ese soy yo» (That’s Me), «Perfume de Gardenias» (Gardenia Perfume), «Silencio» (Silence), и «Tú no comprendes» (You Don’t Understand). Он считается классиком музыкальной поп-культуры Пуэрто-Рико.

## Признание
В честь Р. Эрнандеса Марин названы улицы и школы в различных городах Пуэрто-Рико, учебные заведения в США. Его имя носит международный аэропорт в Агуадилье. В кампусе Межамериканского университета в Сан-Хуане открыт музей Р. Эрнандеса Марина.